# Der Verschwender (film, 1953)
Pour plus de détails, voir Fiche technique et Distribution.
Der Verschwender (en français Le Dissipateur) est un film autrichien réalisé par Leopold Hainisch sorti en 1953.
Il s'agit d'une adaptation de la pièce de Ferdinand Raimund.

## Synopsis
La fée Cheristane, venue sur Terre pour faire le bien en général, aime inconditionnellement le seigneur du château Julius von Flottwell. Elle est en possession d'une soi-disant couronne de vœux, dont elle utilise les perles exclusivement à son profit, même si l'homme est un dépensier nihiliste sans égal. La principale occupation de Flottwell est d'organiser de somptueux banquets. Tôt ou tard, il profite sans vergogne de tout le monde autour de lui, seul son fidèle serviteur Valentin, mais quelque peu simple d'esprit, reste avec Julius. Un jour, la capacité de la fée à réaliser tous ses souhaits disparaît de nouveau et l'égoïste Flottwell se tourne alors vers une autre femme. Il s'agit de la belle Amalie von Klugheim, fille de président. Pendant ce temps, un mystérieux mendiant qui apparaît toujours de manière inattendue entre en scène et demande régulièrement à Flottwell un don somptueux, qu'il refuse tout aussi régulièrement. Le père d'Amalie est contre l'union de sa fille avec le dépensier, parce que son style de vie le dégoûte. Dans son arrogance, Flottwell jette les précieux bijoux de mariée d'Amalie par la fenêtre parce qu'il ne les aime pas. Le mendiant qui attend devant la porte les récupère. Pendant ce temps, les derniers fidèles de Julius, Valentin et la femme de chambre Rosa, partent. Dans un duel entre lui et le futur époux à qui est destinée Amalie, le baron Flitterstein, Flottwell blesse son rival et s'enfuit en Angleterre avec Amalie.
20 ans passent. Julius von Flottwell retourne dans son ancienne maison, pauvre et seul. Amalie est morte et son ancienne propriété a été rachetée par son ancien valet Wolf, qui l'a trompé et volé pendant des années. Au fil du temps, Wolf est devenu vieux et très malade et jette par la porte son ancien maître, qui avait autrefois traité injustement le valet de chambre. Il ne reste plus à Julius que son fidèle serviteur Valentin, qui travaille désormais comme charpentier et qui serait prêt à accueillir son ancien maître sans sa femme Rosa, qui s'y oppose avec véhémence. Flottwell ne voit plus aucun sens à sa vie et veut donc se suicider. Alors le mendiant, qui lui ressemble exactement, lui apparaît, en réalité Azure, un esprit gardien que Cheristane avait jadis créé avec sa dernière perle sur la couronne des vœux, afin qu'il garde toujours un œil vigilant sur Julius von Flottwell. Il a sauvé les bijoux de mariée d'Amalie qu'il avait négligemment jetés par la fenêtre, qu'il rend désormais à Julius appauvri. Ce dernier a désormais pris conscience, ce qui l’oblige à changer sa vie de fond en comble et à donner un nouveau sens. Tout d'abord, Rockwell décide qu'il est temps de remercier enfin Valentin, qui a entre-temps pris le dessus sur Rosa, pour sa loyauté inébranlable et commence à le soutenir. Cheristane réapparaît et promet des retrouvailles à son protégé.

## Fiche technique
- Titre original : Der Verschwender
- Réalisation : Leopold Hainisch assisté d'Alfred Solm
- Scénario : Emanuel von Richter
- Musique : Alfred Uhl
- Direction artistique : Gustav Abel
- Costumes : Gerd Volters, Grete Volters (de)
- Photographie : Oskar Schnirch (de)
- Montage : Henny Brünsch
- Production : Richard Dillenz
- Société de production : Dillenz-Film
- Société de distribution : Union Film Wien
- Pays d'origine :  Autriche
- Langue : allemand
- Format : Noir et blanc - 1,37:1 - Mono - 35 mm
- Genre : Comédie dramatique
- Durée : 91 minutes
- Dates de sortie :
  - Autriche : 9 février 1953.
  - Allemagne de l'Ouest : 18 février 1953.

## Distribution
- Attila Hörbiger : Julius von Flottwell / le mendiant
- Hanni Schall : la fée Cheristane
- Maria Andergast : Rosa, la femme de chambre
- Josef Meinrad : Valentin
- Heinz Moog : Wolf, le valet
- Fred Hennings (de) : le président von Klugheim
- Senta Wengraf : Amalie, sa fille
- Erwin Strahl (de) : la baron Flitterstein
- Felix Steinboeck : le chevalier Dumont
- Ernst Nadherny (de) : M. von Pralling
- Maria Eis : Mme von Pralling

## Production
Der Verschwender est tourné dans la seconde moitié de 1952 dans les studios de cinéma de Vienne-Schönbrunn et de Vienne-Sievering ainsi qu'avec des plans extérieurs dans les bois de Vienne.